# بلدة أرزينيانو
أرزينيانو؛ هي بلدة صناعية تقع في مقاطعة فيتشنزا في فينيتو بإيطاليا. تقع ق. 23 كيلومتر (14 إستعداد) من فيتشنزا، في فالي ديل تشيامبو.

## التاريخ
في عام 1413 ، خلال مبادرة الملك سيغيسموند من المجر مقابل دولة البندقية، حاصرت قلعتها من قبل مجموعات الجنود المجرية تحت قيادة بيبو سبانو.

## المعالم السياحية الرئيسية
- مسكن سانتا ماريا ديلي غراتسي، بُني حتى الآن بلاء عام 1485.
- كنيسة Sant'Agata di Tezze ، التي نشأت في أوائل القرن الخامس عشر في موقع كنيسة صغيرة حاضرة مسبقًا.

## الرياضة
يلعب النادي الأساسي في البلدة ، Arzignano Valchiampo ، قائمًا في Serie C.

## المشاهير
- أشيل بلترام ، رسام
- مارزيا كيلبيرج ، شخصية سابقة على اليوتيوب ومصممة أزياء وزوجة PewDiePie
- أرماندو كاستاغنا ، متسابق دولي سالف في سباقات الدراجات النارية
- فيليبو داني ، لاعب كرة القدم لأرزينانو فالكيامبو على سبيل الإعارة من يوفنتوس
- أنجيلو فورلان ، متسابق دراجات متخصص سالف
- أليساندرا غاليوتو ، القارب الأولمبي والجري
- لوكا غيوتو ، سائق سباقات يتبارى حاضرًا في GT World Challenge Europe
- جوزيبي مارزوتو ، متسابق عالمي سابق في سباقات الموتوسيكلات
- ستيفانو مازوكو ، لاعب كرة القدم في بافيا
- باولو نيجرو ، لاعب كرة رِجل متقاعد ومدير
- ماتيا ساندريني لاعب ريال فيتشنزا على طريق الإقراض من بارما
- أندريا تيكيو ، لاعب كرة القدم لنادي روفيغو كالتشيو على طريق الإقراض من LR Vicenza Virtus
- ديلفو زورزي ، إيطالي المولد فاشي جديد ياباني ومشتبه ببراءته في تفجير ساحة فونتانا